# Nikita Petjachin
Nikita Petjachin (* 11. Januar 2005) ist ein kasachischer Leichtathlet, der sich auf den Sprint spezialisiert hat.

## Sportliche Laufbahn
Erste Erfahrungen bei internationalen Meisterschaften sammelte Nikita Petjachin im Jahr 2022, als er bei den U18-Asienmeisterschaften in Kuwait in 50,77 s den siebten Platz im 400-Meter-Lauf belegte und mit der kasachischen Sprintstaffel (1000 Meter) mit 2:00,19 min auf Rang fünf gelangte. 2024 schied er bei den U20-Asienmeisterschaften in Dubai mit 50,53 s im Vorlauf über 400 Meter aus und belegte mit der 4-mal-400-Meter-Staffel in 3:19,72 min den sechsten Platz. Zudem verhalf er der Mixed-Staffel zum Finaleinzug.
2022 wurde Petjachin kasachischer Meister in der 4-mal-400-Meter-Staffel im Freien sowie 2023 in der Halle.

## Persönliche Bestzeiten
- 400 Meter: 49,60 s, 22. Februar 2024 in Öskemen
  - 300 Meter (Halle): 36,46 s, 12. Februar 2022 in Öskemen (U18-Asienrekord)